# Scinax tymbamirim
Scinax tymbamirim es una especie de anfibio anuro de la familia Hylidae.

## Distribución geográfica
Esta especie es endémica de Brasil. Se encuentra hasta 1000 m sobre el nivel del mar desde el sur del estado de Río de Janeiro hasta Rio Grande do Sul.

## Publicación original
- Nunes, Kwet & Pombal, 2012: Taxonomic revision of the Scinax alter species complex (Anura: Hylidae). Copeia, vol. 2012, n.º 3, p. 554-569.[4]